# Andrés Gómez (basquetebolista)
Andrés Gómez Domínguez (Guadalajara, 30 de novembro de 1913 - Cidade do México, 26 de julho de 1991) foi um basquetebolista mexicano que integrou a Seleção Mexicana na conquista da Medalha de Bronze disputada nos XI Jogos Olímpicos de Verão em 1936 realizados em Berlim na Alemanha Nazi.
Andrés Gómez participou de apenas uma partida durante a competição que a 3ª partida na qual o adversário foi o Egito, quando venceram por 32 a 10.